# Kornmarkt (Heidelberg)

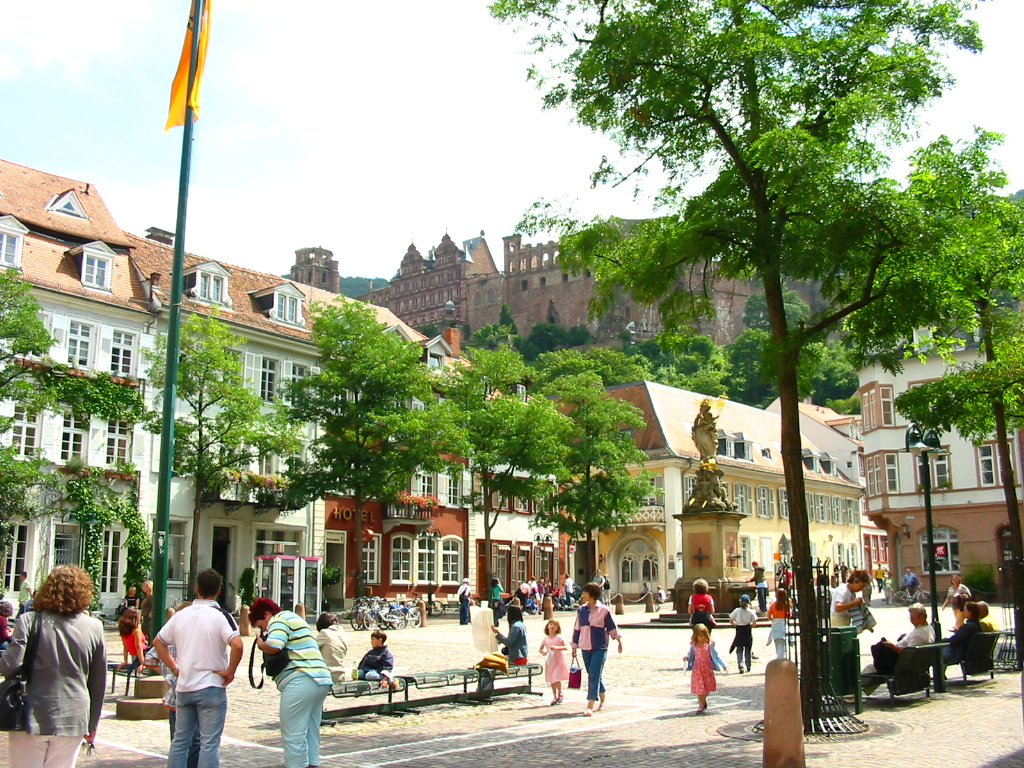
Kornmarkt

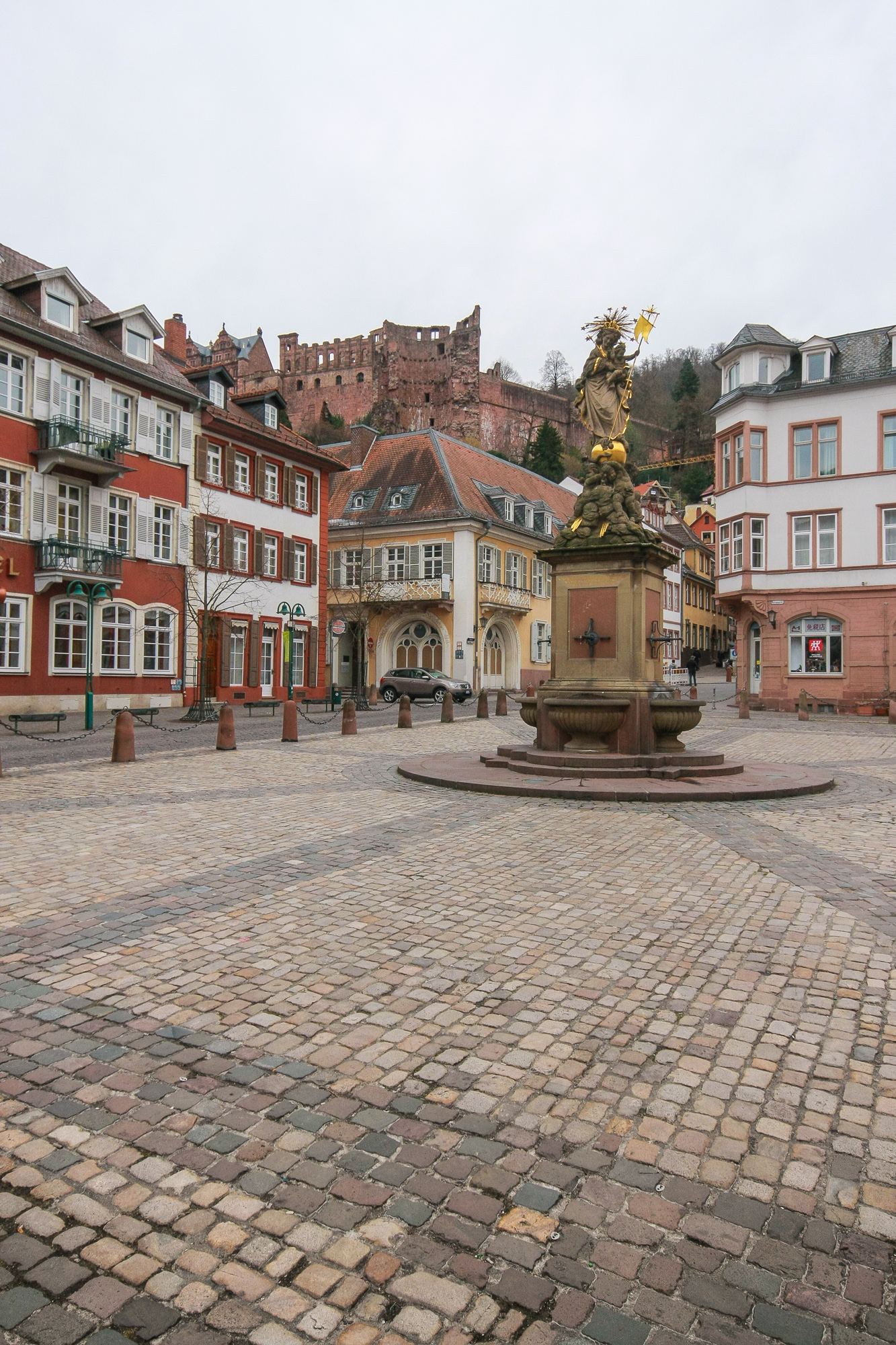
Die Mariensäule auf dem Kornmarkt

Der Kornmarkt ist ein Platz in der Altstadt von Heidelberg unweit des Marktplatzes. Im Norden des Kornmarkts verläuft die Hauptstraße, im Süden die Ingrimstraße und die Karlstraße. Südlich des Kornmarkts beginnt der Burgweg, der auf das Heidelberger Schloss führt.

## Geschichte

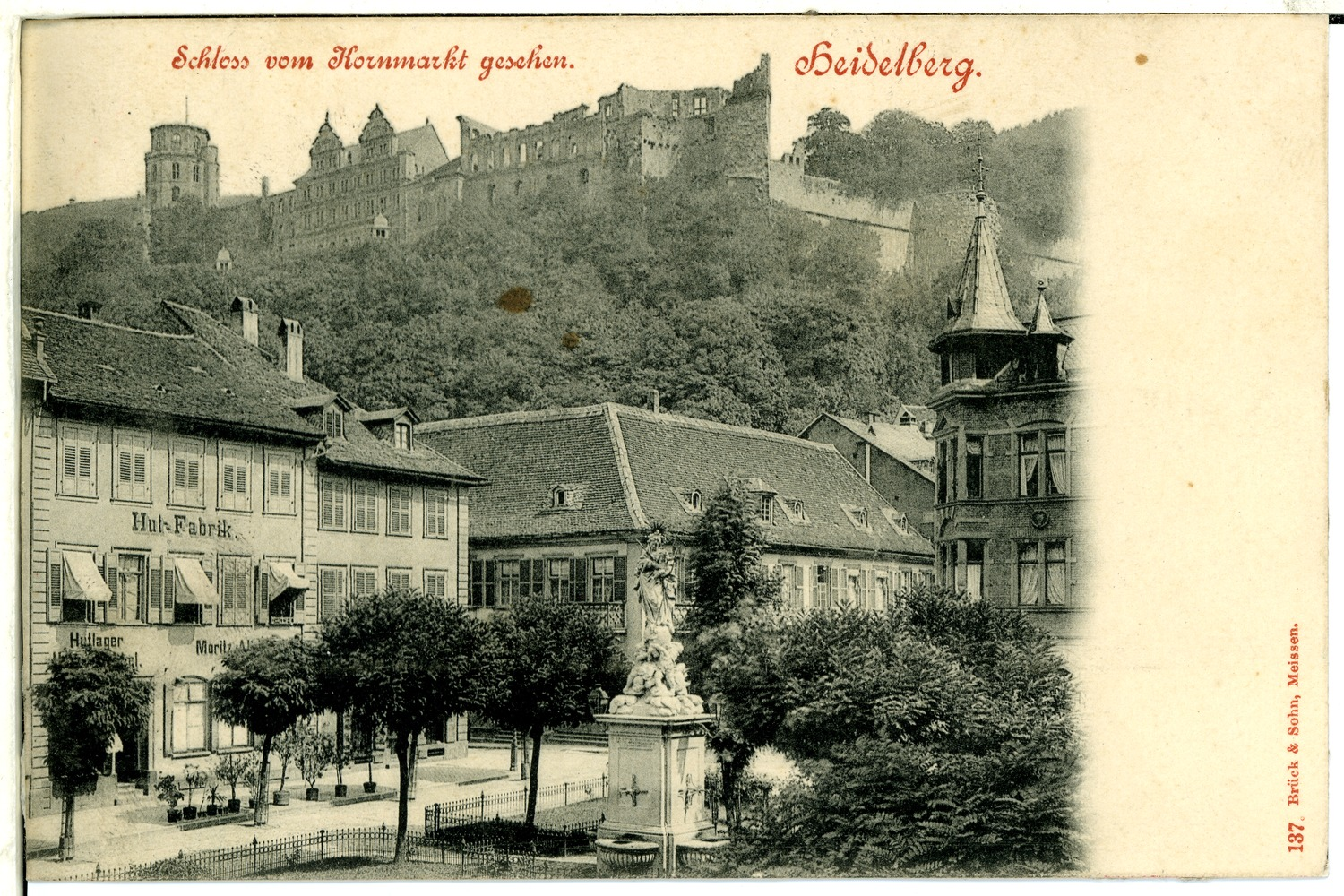
Ansicht des Kornmarktes auf einer Postkarte von 1898

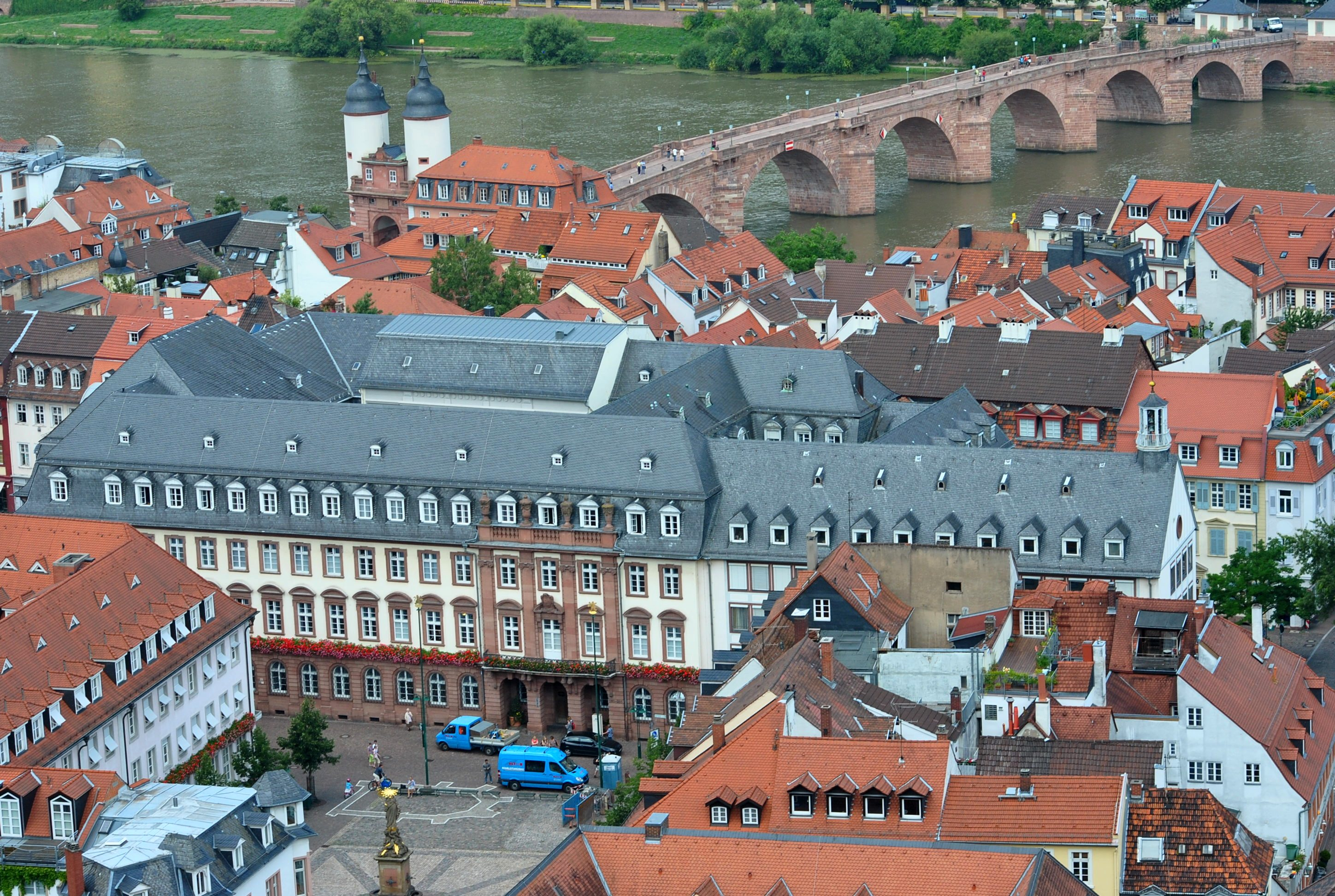
Die im Pflaster markierte Spital-Kapelle, dahinter das Rathaus und die Alte Brücke, links der „Prinz Carl“

Auf dem Kornmarkt stand ab dem 13. Jahrhundert das Heilig-Geist-Spital. Die Umrisse der ehemaligen Kapelle des Spitals sind durch die Pflasterung auf dem Platz kenntlich gemacht. 1557 wurden die Gebäude des Spitals auf Initiative des Stadtrats abgerissen, um dort einen Milch- und Krautmarkt einzurichten. Zunächst wurde die Bezeichnung Neuer Markt verwendet, im späten 17. Jahrhundert setzte sich dann der Name Kornmarkt durch.
Bei Bauarbeiten für eine Tiefgarage im Jahr 1986 wurden unter dem Platz Mauerreste des Spitals gefunden sowie Reste des von Ende des 13. Jahrhunderts bis zum ersten Drittel des 15. Jahrhunderts genutzten Spitalfriedhofs. Von letzterem wurden hierbei etwa 270 Bestattungen der ungefähr 800 Grabstellen erfasst, darunter die „Grablege 45“ aus dem 14. Jahrhundert, eine bei Ehegatten übliche Nachbestattung zweier etwa dreißigjähriger Personen, welche vom Grabungsteam als wahrscheinlich blutsverwandte Frauen kategorisiert wurden.

## Bauwerke
Nördlich des Kornmarkts befindet sich das Rathaus, an der Südostecke das Palais Graimberg und an der Westseite das städtische Verwaltungsgebäude Prinz Carl, dessen Vorgängerbau ein Luxushotel war. Im Zentrum des Platzes steht die 1718 von Peter van den Branden geschaffene Mariensäule mit drei Brunnenschalen, die sogenannte Kornmarkt-Madonna.